# Димитър Зографов (футболист)
Вижте пояснителната страница за други личности с името Димитър Зографов.
Димитър Зографов-Бомбата (1914 – 1944) е български футболист, полузащитник на Славия и националния отбор. Четирикратен шампион на България (1936, 1939, 1941 и 1943 г.), двукратен носител на купата на страната през 1936 и 1943 г. Вицешампион през 1934 и бронзов медалист през 1940 и 1942 г. Има 6 мача за националния отбор на България.
След 9 септември 1944 г. е безследно изчезнал. Смята се, че е убит от комунистическата власт.